# Эуклидис-да-Кунья (Баия)
Эуклидис-да-Кунья (порт. Euclides da Cunha) — муниципалитет в Бразилии, входит в штат Баия. Составная часть мезорегиона Северо-восток штата Баия. Входит в экономико-статистический микрорегион Эуклидис-да-Кунья. Население составляет 55 397 человек на 2006 год. Занимает площадь 2324,965 км². Плотность населения — 23,8 чел./км².
Праздник города — 19 сентября.

## История
Город основан 19 сентября 1933 года. Назван в честь бразильского писателя Эуклидиса да Куньи (1866—1909).

## Статистика
- Валовой внутренний продукт на 2003 год составляет 121 967 915,00 реалов (данные: Бразильский институт географии и статистики).
- Валовой внутренний продукт на душу населения на 2003 год составляет 2229,68 реалов (данные: Бразильский институт географии и статистики).
- Индекс развития человеческого потенциала на 2000 год составляет 0,596 (данные: Программа развития ООН).